# Кастр-Нор
Кастр-Нор (фр. Castres-Nord) — упразднённый кантон во Франции, находился в регионе Юг-Пиренеи, департамент Тарн. Входил в состав округа Кастр.
Код INSEE кантона — 8140. Всего в состав кантона Кастр-Нор входили две коммуны, из них главной коммуной являлась Кастр.
Кантон был упразднён в марте 2015 года.

## Население
Население кантона на 2011 год составляло 10 440 человек.
| 1962 | 1968 | 1975 | 1982 | 1990 | 1999 | 2011   |
| ---- | ---- | ---- | ---- | ---- | ---- | ------ |
| —    | —    | —    | —    | —    | —    | 10 440 |

## Коммуны кантона
| Коммуна   | Население, чел. (2010) | Код INSEE | Почтовый индекс |
| --------- | ---------------------- | --------- | --------------- |
| Кастр     | 42 314                 | 81065     | 81100           |
| Лабульбен | 138                    | 81118     | 81100           |